# Tiểu thuyết đồ hoạ
Tiểu thuyết đồ hoạ (Tiếng Anh: Graphic Novel), hay tiểu thuyết hình ảnh, là một thể loại sách tiểu thuyết được viết và vẽ theo kiểu truyện tranh comics nhưng không phải là truyện tranh comics. Nói một cách đơn giản, "tiểu thuyết đồ hoạ" là từ để chỉ những quyển sách có cách trình bày theo kiểu truyện tranh, trong khi độ dài và lối kể chuyện lại mang hơi hướng tiểu thuyết. Nhiều người xem Graphic Novels là Comics, hay là một nhánh con của Comics, điều đó cũng không sai.

## Lợi ích

### Đối với học sinh
Tiểu thuyết đồ hoạ là một sự lựa chọn mới mẻ cho những học sinh vốn gặp khó khăn trong việc đọc những quyển sách chính thống. Thực tế cho thấy kể cả những đứa trẻ ghét đọc sách cũng thể hiện sự nhiệt tình trong việc đọc tiểu thuyết đồ hoạ. Ngoài ra, những đứa trẻ lười đọc sách, mê chơi game và coi phim cũng bị những hình ảnh minh họa đặc sắc của tiểu thuyết đồ hoạ lôi cuốn.

### Đối với những độc giả khuyết tật
Thông qua sự kết hợp của hình ảnh minh họa và ngôn từ dẫn truyện, tiểu thuyết đồ hoạ có thể cải thiện khả năng đọc của những học sinh gặp khó khăn trong việc tiếp thu ngôn ngữ, bao gồm những học sinh khuyết tật hay mắc chứng khó đọc. Tiểu thuyết đồ hoạ có thể giúp cho những trẻ tự kỷ nhận biết được những biểu hiện tình cảm cảm xúc trong câu chuyện mà nếu đọc văn bản chính thống, chúng có thể không nhận ra được.

### Đối với người học Tiếng Anh
Với những người đang học Tiếng Anh thì tiểu thuyết đồ hoạ sẽ giúp họ học từ vựng và nâng cao năng lực ngoại ngữ một cách nhanh chóng.

### Đối với trẻ em
Tiểu thuyết đồ hoạ có một sức hấp dẫn rất lớn, tạo ra động lực giúp trẻ em có thêm hứng thú trong việc đọc sách. Nhiều hệ thống thư viện trường học đã triển khai đưa tiểu thuyết đồ hoạ vào danh sách đọc và nhận thấy rằng số lượng mượn sách thư viện đã tăng lên đáng kể. Những thủ thư và giáo viên đã cảm thấy tự hào khi khuyến khích được các em nhỏ đọc tiểu thuyết đồ hoạ, nhất là các bé trai vốn rất ghét đọc sách.

## Đón nhận
Ngày nay, khi nói đến tiểu thuyết đồ hoạ, người ta không còn nghĩ nó như 1 phân khúc nhỏ trong thị trường sách hướng tới một số lượng thiểu số độc giả nữa. Nó đã trở thành một dạng tiểu thuyết dành cho trẻ em và thanh thiếu niên được các nhà giáo dục, các tổ chức thư viện ủng hộ, sử dụng để khuyến khích trẻ em đọc sách nhiều hơn.Nhiều bậc phụ huynh và các nhà giáo dục không xem tiểu thuyết đồ hoạ như là một loại hình đáng đọc hay giúp trẻ em nâng cao kỹ năng đọc sách. Họ cho rằng tiểu thuyết đồ hoạ có thể đem lại ảnh hưởng xấu với trẻ em, làm giảm trình độ đọc hiểu. Đồng thời, họ xem tiểu thuyết đồ hoạ là một dạng văn học thứ cấp, không phải là "sách" thật sự. Nếu có cho con em đọc tiểu thuyết đồ hoạ thì họ cũng nghĩ đây chỉ là một cách để thúc đẩy kỹ năng đọc sách cho những học sinh lười đọc với hi vọng rằng đến một lúc nào đó, trẻ em sẽ chuyển sang đọc những thể loại văn học thuần túy bài bản hơn.